# Helmut Wielandt
Helmut Wielandt (Schliengen, 19 dicembre 1910 – Schliersee, 14 febbraio 2001) è stato un matematico tedesco.

## Biografia
È maggiormente noto per i suoi lavori sulla teoria dei gruppi, in particolare sulla teoria dei gruppi di permutazioni.
Diede contributi fondamentali ai teoremi di Sylow sulla teoria dei gruppi finiti, che sono ormai considerati lo standard a livello mondiale. Gli è dovuta anche l'introduzione del concetto di "sottogruppo subnormale".
Altri importanti campi di studio sono stati la teoria degli operatori di trasposizione e la teoria delle matrici.

## Pubblicazioni
- Eine Verallgemeinerung der invarianten Untergruppen[collegamento interrotto] In: Mathematische Zeitschrift N. 45 (1939)
- Beiträge zur mathematischen Behandlung komplexer Eigenwertprobleme, Teil V, Aerodynamische Versuchsanstalt Göttingen (1944)
- Über die Unbeschränktheit der Operatoren der Quantenmechanik[collegamento interrotto] In: Mathematische Annalen N. 121 (1949/50)
- Unzerlegbare, nicht negative Matrizen In: Mathematische Zeitschrift N. 52 (1950)
- Über Produkte von nilpotenten Gruppen. In: Illinois Journal of Mathematics N. 2 (1958)
- Ein Beweis für die Existenz der Sylowgruppen. In: Archiv der Mathematik N. 10 (1959)
- Über den Transitivitätsgrad von Permutationsgruppen[collegamento interrotto], In: Mathematische Zeitschrift N. 74 (1960)